# Cratichneumon flavifrons

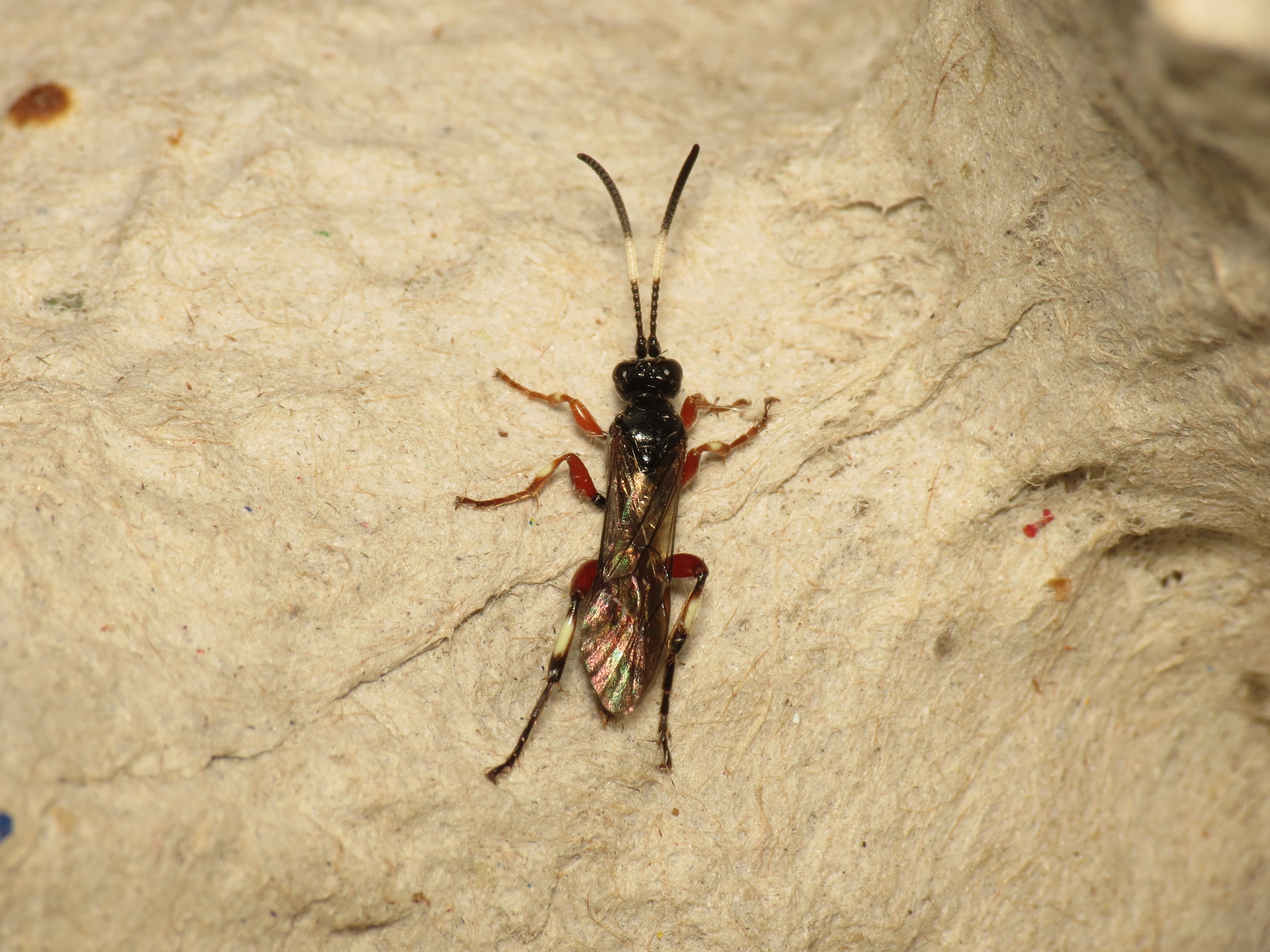
Cratichneumon flavifrons, Weibchen

Cratichneumon flavifrons ist eine Schlupfwespe aus der Unterfamilie der Ichneumoninae. 

## Merkmale
Die Schlupfwespen erreichen eine Körperlänge von etwa 10 mm. Sie besitzen eine schwarze Grundfärbung. Die Fühler der Weibchen sind mit Ausnahme eines weißen Bandes, das sich auf halber Länge befindet, schwarz. Die Fühler der Männchen sind auf der oberen Seite schwarz, auf der Unterseite rötlich schimmernd. Das Gesichtsfeld der Männchen ist gelb. Die Vorderflügel besitzen ein oranges Flügelmal. Am Schildchen des Männchens befindet sich seitlich jeweils ein gelber Längsfleck. Die beiden vorderen Beinpaare sowie die Femora des hinteren Beinpaares sind bei beiden Geschlechtern rot. Beim Weibchen ist die Außenseite aller Tibia weitgehend weiß. Das apikale Ende der hinteren Tibia ist beim Weibchen schwarz. Die Tibia des Männchens sind rot. Die hinteren Tarsen sind bei beiden Geschlechtern schwarz. Der kurze Legestachel der Weibchen ist verdeckt.

## Vorkommen und Lebensraum
Cratichneumon flavifrons ist in der Paläarktis verbreitet. Ihr Verbreitungsgebiet erstreckt sich über weite Teile Europas, den Mittelmeerraum, den Kaukasus, Kleinasien, den Nahen und Mittleren Osten und reicht im Osten bis an die russische Pazifikküste (Region Primorje). Die Art kommt auch auf den Britischen Inseln und in Skandinavien vor. Die Insekten findet man häufig an Waldrändern, Lichtungen und Hecken. 

## Lebensweise
Die adulten Schlupfwespen fliegen gewöhnlich von Mai bis August. Die Art parasitiert Puppen verschiedener Schmetterlinge. Die Weibchen überwintern im Gegensatz zu anderen Schlupfwespen nicht als Imagines.
Zu den Wirten gehören neben weiteren folgende Arten:
- Calliteara pudibunda – Buchen-Streckfuß
- Panolis flammea – Kieferneule

## Unterarten
Es gibt folgende Unterarten:
- Cratichneumon flavifrons castaniventris (Habermehl, 1917)
- Cratichneumon flavifrons kabylianus (Pic, 1898)
- Cratichneumon flavifrons meridionator (Aubert, 1964)

## Etymologie
Der Namenszusatz flavifrons leitet sich aus dem Lateinischen ab: flavus bedeutet „gelb“, frons bedeutet „Stirn“. Der Name bezieht sich auf die Gelbfärbung der vorderen Kopfpartie des Männchens.